# منت رايق (مسلسل)
منت رايق : مسلسل كوميدي كويتي يعرض على قناة روتانا الخليجية برمضان 1445 هـ / 2024 م، وينتمي المسلسل لنوعية "الرومانتيك كوميدي"، التي تتناول الحياة الغرامية لأبطالها الباحثين والباحثات عن الحب، في قالب كوميدي خفيف لا يخلو من اللحظات المؤثرة عاطفياً، المسلسل من تأليف منى النوفلي وإخراج نهلة الفهد.

## القصة
تدور القصة حول عدداً من النساء والرجال يعملون في صحيفة إلكترونية، تملكها وتديرها سيدة في منتصف العمر اسمها ليلى (هبة الدري)، لديها ثروة ورثتها عن والدها، ويعمل معها عدد من المحررين من خلفيات وطباع وأخلاقيات متباينة.

## طاقم العمل
- شيماء سليمان
- هبة الدري
- عبد العزيز النصار
- شهاب حاجيه
- ميس قمر
- سعود بوشهري
- شيلاء سبت